# Elecciones generales de Jamaica de 2007
Las elecciones generales tuvieron lugar en Jamaica el 3 de septiembre de 2007. Originalmente estaban programadas para el 27 de agosto de 2007, pero fueron pospuestas por el Huracán Dean. Los resultados preliminares indicaron una victoria estrecha para el Partido Laborista de Jamaica de oposición liderado por Bruce Golding. El Partido Laborista derrotó al Partido Nacional del Pueblo después de dieciocho años de gobierno ininterrumpido.

## Resultados
| Partidos | Votos   | %     | +/–  | Escaños | +/– |
| --- | ------- | ----- | ---- | ------- | --- |
| Partido Laborista de Jamaica | 410 438 | 50,27 | +2,9 | 32      | +6  |
| Partido Nacional del Pueblo | 405 293 | 49,64 | –2,5 | 28      | –6  |
| Movimiento Democrático Nacional | 354     | 0,04  |      | 0       | ±0  |
| Independientes | 220     | 0,03  |      | 0       | ±0  |
| Partido Político Incorporado de la Federación Mundial Etíope Imperial                                                                      | 192     | 0,02  |      | 0       | ±0  |
| Fundación del Pan de Jerusalén | 9       | 0,00  |      | 0       | ±0  |
| Votos en blanco/nulos | 4 819   | –     | –    | –       | –   |
| Total (participación de 61,46%) | 821 325 | 100   |      | 60      |     |
| Fuente: http://www,eoj,com,jm/elections/ (enlace roto disponible en Internet Archive; véase el historial, la primera versión y la última). |         |       |      |         |     |